# Mesostigmatophyceae
A Mesostigmatophyceae édesvízi bazális Streptophyta-osztály. Szűken értelmezve egyetlen nemzetsége a Mesostigma, melyet az AlgaeBase a Charophytába helyez. A Chlorokybus és Spirotaenia nemzetségeket is tartalmazhatja, vagy testvércsoportjuk is lehet, ahol a Chlorokybus önálló osztályt kap Chlorokybophyceae néven, ez esetben annak testvércsoportja. Tágan értelmezve a többi zöldmoszat vagy a Streptophyta testvércsoportja is lehet, azonban tekintik magának a Streptophytának egy bazális kládjának is.

## Történet
Lauterborn 1894-ben a Mesostigma viride, Korshikov 1938-ban a Mesostigma grande fajt írta le, azonban utóbbi nem megerősített. A Mesostigmatophyceaet Marin és Melkonian hozták létre 1999-ben.
Eredetileg a Volvocalesbe sorolták a Mesostigmát, később azonban a Charophyta csoportba sorolták.

## Morfológia
A Mesostigma aszimmetrikus alakú egysejtű ostorosokból áll 3 pikkelyréteggel, 2 ostorral, sejtfal nélkül vagy sejtfallal. Üregből eredő ostorain nincs masztigonéma, viszont ostorperoxiszóma található. Pikkelyei a sejtfalat és az ostorokat fedik.
Egy proximális alapi hengere van, viszont nincs tranzíciós hélixe vagy egyértelműen látható transzverzális lemeze, de 4 longitudinális szakasz alapján lehet transzverzális lemeze. Proximális csillagszerkezetét elveszthette, de a Chlamydomonashoz és a Pyramimonas obovatához hasonló gyengén festhető átmeneti lemeze lehet disztális csillagszerkezete alatt, mely kalapszerűnek tűnhet.

## Élőhely
Édesvízi vagy szárazföldi, brakk- vagy sós vízben nem él.

## Genetika
Az algákra jellemző DCL és AGO génekkel rendelkezik. A DCL1 nem található meg benne, az a Klebsormidiophyceae és a többi Streptophyta-taxon közös ősében jelent meg, vagyis a Mesostigmatophyceae kialakulása után. A két csoport átmenete a Streptophyta többsejtűségének kifejlődésével jellemezhető. A növényi típusú Dicer- és AGO-homológok fejlődése feltehetően az algák vízen kívüli környezethez való adaptációjának első lépése lehet.
A Chlorokybophyceae az auxinbiológia terén a Mesostigmatophyceae kládtól abban tér el, hogy rendelkezik PIL transzportfehérjével, ami nem található meg a Mesostigmatophyceaeben.
GH3-homológja, a fényhasznosítást és -védelmet lehetővé tevő klorofill a/b-antennája és LHCB5 (CP26) fehérjéje és glikolát-oxidáza és a zöld színtestű növények közös ősére és a valódi zöldmoszatokra jellemző YCF1-homológja (Cte-YCF1) van. Kevés xiloglükanázt (XyG) expresszál.
Nem ismert, hogy szaporodik-e ivarosan.

## Filogenetika
Magi gének összehasonlítása alapján monofiletikus csoport, azonban egyes tanulmányok nem tudták ezt igazolni.
Legszűkebben értelmezve (sensu strictissimo) csak a Mesostigma nemzetséget tartalmazza, ennél tágabb értelmezésben (sensu stricto) jelentheti a Mesostigma és a Spirotaenia csoportját vagy legtágabban értelmezve (sensu lato) a Mesostigma, a Spirotaenia és a Chlorokybus kládját.

## Fordítás
Ez a szócikk részben vagy egészben  a   Mesostigmatophyceae című angol Wikipédia-szócikk ezen változatának fordításán alapul.  Az eredeti cikk szerkesztőit annak laptörténete sorolja fel. Ez a jelzés csupán a megfogalmazás eredetét és a szerzői jogokat jelzi, nem szolgál a cikkben szereplő információk forrásmegjelöléseként.